# John Deacon
John Richard Deacon (Leicester, 19 de agosto de 1951) é um músico britânico aposentado, mais conhecido por ter sido o baixista e um dos compositores da banda de rock Queen. Foi o último dos quatro membros a entrar para o grupo em 1971 e também o mais jovem, tendo apenas 19 anos quando foi efetivado. Deacon é o autor de um grande número de sucessos do Queen, incluindo os singles "You're My Best Friend", "Spread Your Wings", "Back Chat", "I Want to Break Free" e o maior sucesso de todos, o single mais vendido da banda nos Estados Unidos, "Another One Bites the Dust", bem como outras faixas de praticamente todos os discos do Queen. Estudante de eletrônica no King's College de Londres, fora recrutado como baixista pelo Queen, em fevereiro de 1971, depois de conhecer em uma discoteca, Brian May e Roger Taylor.
Tocou também guitarra, piano e violão em vários álbuns, bem como teclado, sintetizadores e programação. Diferentemente de seus colegas, o instrumentista sempre evitou atuar nos vocais do grupo, e sua participação é limitada aos vocais de apoio em algumas apresentações ao vivo. Mesmo sendo extremamente tímido, John Deacon é considerado um dos maiores baixistas do mundo do rock.
Depois do show Freddie Mercury Tribute Concert, em 1992, o baixista se apresentou com o Queen e mais o amigo de Mercury, Elton John, em apenas uma única música: "The Show Must Go On"  (Elton John inicialmente tinha cantado a faixa com a banda no tributo a Freddie Mercury). Deacon contribuiu para outra música do Queen: "No-One But You (Only The Good Die Young)", lançado em 1997 no álbum Queen Rocks - depois disso ele se aposentou da indústria da música. A última música lançada oficialmente pelo Queen, "Let me In Your Heart Again" possui sua participação.
Deacon decidiu não participar do super grupo Queen+Paul Rodgers, mas apoiou a iniciativa dos ex-companheiros de banda. Ele também não se apresentou na indicação do Queen para o Rock and Roll Hall of Fame em 2001. Também não aceitou acompanhar as filmagens do filme Bohemian Rhapsody, sobre a carreira da banda Queen, que estreou nos cinemas em 2018.

## Primeiros anos
John Richard Deacon nasceu em Leicester em 19 de agosto de 1951, filho de Arthur Henry e Lilian Molly Deacon. Sua irmã mais nova, Julie, nasceu cinco anos depois. Seu pai trabalhou na companhia de seguros Norwich Union e em 1960 a família se mudou para a cidade dormitório de Oadby. Deacon era conhecido pelos amigos e companheiros de banda como 'Deaks' ou 'Deaky' e estudou na Linden Junior School em Leicester, Gartree High School e Beauchamp Grammar School em Oadby. Se interessou por eletrônica, lendo revistas sobre o assunto e construindo pequenos dispositivos, incluindo a modificação de um toca-fitas para gravar música diretamente do rádio. Ele também gosta de soul music em particular.

## Carreira

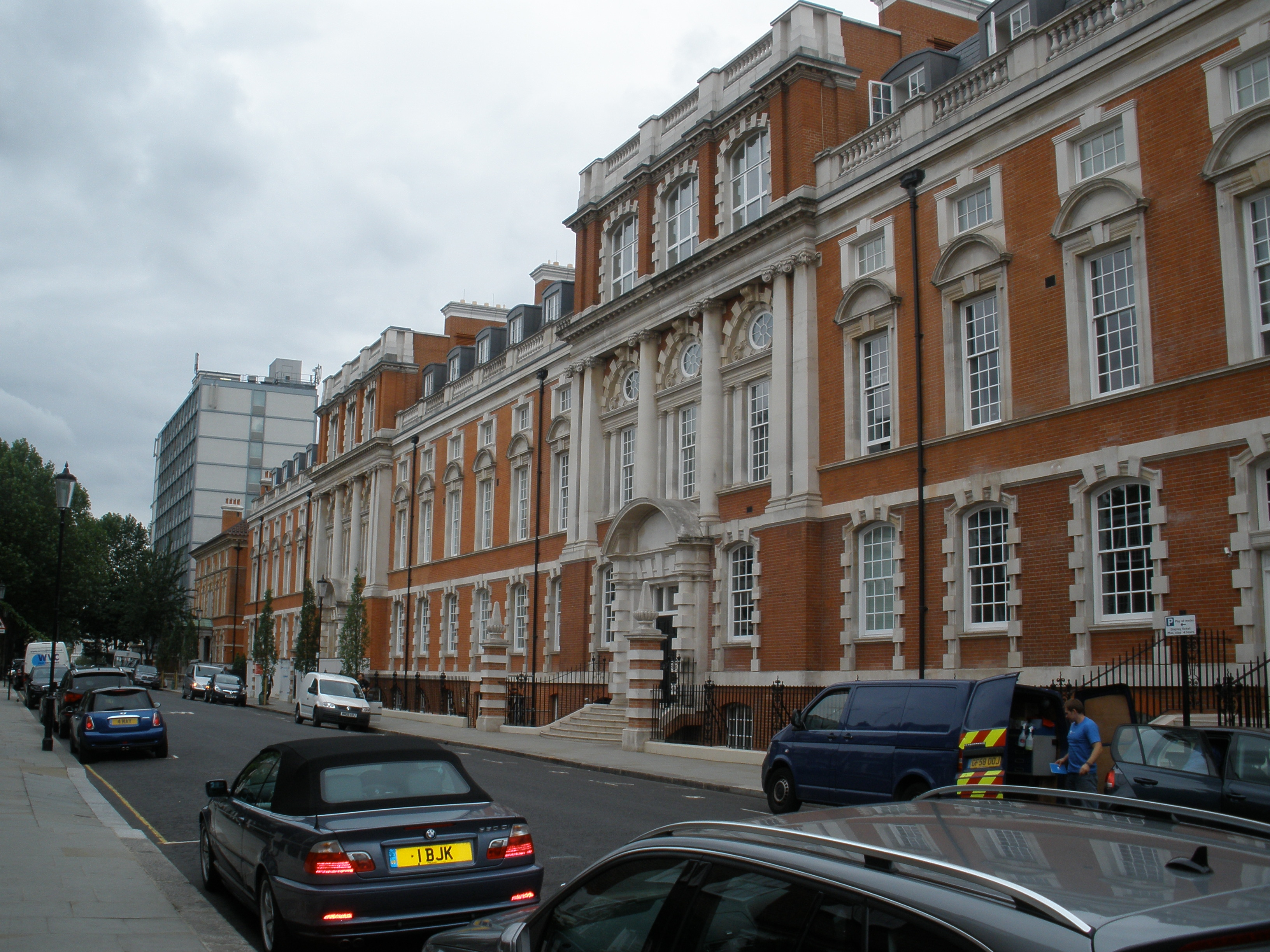
O Chelsea College, onde John formou-se em eletrônica

Deacon se juntou a sua primeira banda, The Opposition, em 1965, aos 14 anos de idade. A banda tocava covers de sucessos das paradas. Deacon tocava guitarra base usando um instrumento que ele havia comprado com dinheiro emprestado do fundador do grupo, Richard Young. Ele passou para o baixo no ano seguinte, depois que o baixista original foi demitido por não acompanhar desenvolvimento musical dos outros membros. Além de músico dedicado, Deacon também era o arquivista da banda, tirando recortes de jornais até mesmo dos comerciais que apresentavam a banda The Oposition. Depois de estar na banda por quatro anos, não muito depois de o grupo ter gravado um compacto de três músicas, Deacon tocou seu último show com a banda (agora chamada The Art) em agosto de 1969. Ele saiu em virtude de sua admissão para estudar no Chelsea College, em Londres (agora parte do King's College London), onde obteve um diploma em eletrônica em 1971. Tendo se tornado fã do Deep Purple, ele viu o grupo realizar o Concerto for Group and Orchestra com a Orquestra Filarmônica Real no Royal Albert Hall em setembro.
Embora ele tenha deixado seu baixo e amplificador em casa em Oadby, depois de menos de um ano estudando em Londres, ele decidiu se juntar a uma banda. Em 1970, Freddie Mercury, Brian May e Roger Taylor haviam formado o Queen. Deacon os viu em outubro daquele ano, mas não ficou imediatamente impressionado. No final do ano, ele formou brevemente uma banda chamada Deacon que fez uma aparição ao vivo no Chelsea College.
No início de 1971, Deacon foi apresentado a Taylor e May por um amigo em uma discoteca que lhe disse que eles estavam em uma banda que havia acabado de perder seu baixista. Um par de dias depois, ele fez o teste em uma sala de aula no Imperial College London e se tornou o último membro do Queen a participar. Deacon foi selecionado por seu talento musical, seu comportamento quieto e suas habilidades elétricas. Uma lenda persistente afirma que Deacon foi o sétimo baixista a fazer o teste, mas fontes mais recentes mostram que os baixistas do Queen foram, em ordem: Mike Grose, Barry Mitchell, Doug Bogie e Deacon. Deacon fez seu primeiro show com o Queen no College of Estate Management em Kensington em junho.
Antes de tudo, eu conheci Roger e Brian em uma discoteca. Eu ouvi falar que eles estavam procurando por um baixista, então eu conversei com eles - e realmente tinham feito até audições algumas semanas antes, mas não conseguiram encontrar ninguém que parecia se adequar. Freddie já estava em cena até então, por isso a minha entrada foi a formação final do Queen como somos hoje.— John Deacon a respeito de sua entrada.
Nesta época, o baixista testemunhava discussões entre os outros três membros, e quando era questionado, preferia manter-se quieto, o que, de certa forma neutralizava o choque dos demais.
No primeiro álbum do Queen (1973), ele foi creditado como "Deacon John", a fim de "soar mais interessante". Ele pediu para ser creditado com seu nome real, que foi feito em todos os álbuns de Queen II (1974) em diante.
O primeiro crédito por composição de Deacon veio no terceiro álbum do Queen, Sheer Heart Attack (1974). Ele escreveu "Misfire", uma música com tema caribenho, onde ele tocou quase todas as partes de guitarra, e co-escreveu "Stone Cold Crazy" com o resto da banda. Ele também tocou algumas partes de guitarra no álbum, já que May havia sido hospitalizado com hepatite quando as gravações começaram. Sua segunda música foi escrita para sua futura esposa, Veronica, "You're My Best Friend" (1975), que apareceu no quarto álbum do grupo, A Night at the Opera, e se tornou um hit internacional. Posteriormente, Deacon tendeu a escrever uma ou duas músicas para cada álbum do Queen, até The Miracle (1989) e Innuendo (1991), que creditou a banda como um todo. Ele escreveu o hit "Another One Bites the Dust" (1980) como uma música de dança baseada em seu amor pelo soul. A música tocou em estações de rádio de música branca e negra. Ele começou a colaborar mais com Mercury durante os anos 80, pois ambos queriam mudar a direção musical da banda.
Deacon desempenhou um grande papel no álbum de 1982, Hot Space. Ele tocou guitarra na abertura de "Staying Power" por conta de seu estilo influenciado pela soul e pela Motown, e insistiu em tocar guitarra em sua própria composição, "Back Chat", e não permitiu que May tocasse solos de guitarra porque o estilo não se encaixava no que Deacon queria. Isto levou a uma discussão acrimoniosa entre os dois. Em meados da década de 1980, Deacon começou a tocar com outras bandas também. Ele tocou no single "Picking Up Sound", do Man Friday & Jive Junior, um supergrupo que também conta com Scott Gorham, de Thin Lizzy, Simon Kirke e Mick Ralphs, de Bad Company e Martin Chambers, de The Pretenders, e tocou com The Immortals, que lançou a faixa "No Turning Back" como parte da trilha sonora do filme Biggles: Adventures in Time. Deacon tocou baixo no single de Mercury com Montserrat Caballe "How Can I Go On" e também trabalhou com Elton John e Errol Brown da Hot Chocolate.
Deacon considerou suas composições de igual importância quanto suas habilidades musicais no Queen. Mais tarde, ele disse: "Se eu tivesse sido um baixista durante toda a minha vida com a banda, eu não estaria tão satisfeito ... Eu considero isso apenas parte do que eu posso fazer".

## Aposentadoria
Deacon ficou abalado com a morte de Mercury em novembro de 1991, o que resultou em uma redução em sua atividade musical. Posteriormente ele disse, "No que nos diz respeito, é isso. Não faz sentido continuar. É impossível substituir Freddie." Depois de tocar ao vivo com o Queen mais três vezes – no The Freddie Mercury Tribute Concert em 20 de abril de 1992, em um show de caridade com Roger Taylor em Midhurst em 18 de outubro de 1993 e na abertura do Bejart Ballet em Paris em 17 de janeiro de 1997, performando apenas em "The Show Must Go On" com Elton John nos vocais – ele tomou a decisão de se aposentar da música, reaparecendo apenas brevemente junto a seus antigos companheiros de banda em outubro de 1997 para a gravação da música final do Queen "No-One but You (Only the Good Die Young)", incluida no álbum Queen Rocks lançado um mês depois.
Deacon teria falado desfavoravelmente sobre o cover de May/Taylor/Robbie Williams de "We Are the Champions", gravado para o A Knight's Tale.
Deacon, em geral, ficou fora dos olhos do público desde que se aposentou. Ele decidiu não estar presente na introdução do Queen no Hall da Fama do Rock and Roll em 2001, ou participar da colaboração com Paul Rodgers, onde ele foi substituído no baixo por Danny Miranda. No álbum da colaboração Queen + Paul Rodgers The Cosmos Rocks que apresentou novo material do trio, ele foi agradecido nas notas do CD. Brian May, desde então, disse que Deacon ainda está envolvido no lado comercial do Queen, mas opta por ficar fora dos holofotes. Também confirmou que Deacon aprovou a produção do filme biográfico da banda Bohemian Rhapsody.
Em 2013, uma espécie recém-descoberta do gênero 'Heteragrion' (Odonata: Zygoptera) do Brasil recebeu o nome de 'Heteragrion johndeaconi' em homenagem a Deacon, por suas habilidades musicais e de composição.
Em uma entrevista em 2014 com a Rolling Stone sobre a próxima turnê de  Queen + Adam Lambert na América do Norte, Adam Lambert, May e Taylor admitiram que eles não têm mais muito contato  com Deacon, exceto no que diz respeito às finanças, com Taylor afirmando que "[Deacon] está completamente aposentado de qualquer tipo de contato social" e descrevendo-o como "um pouco frágil". May acrescentou: "ele ainda mantém um olho nas finanças, no entanto. John Deacon ainda é John Deacon. Não fazemos nada financeiro sem falar com ele." O baixista Neil Fairclough tocou na turnê.

## Estilo musical e equipamento

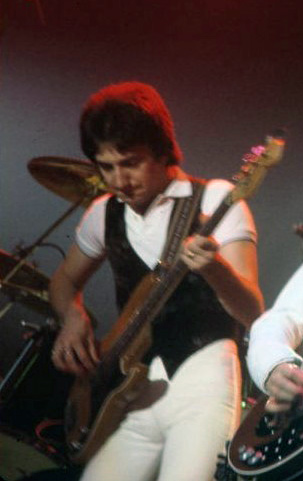
Deacon no palco do New Haven Coliseum, Connecticut, EUA em 1977.

Em 1973, a revista Rolling Stone escreveu que a combinação de Taylor e Deacon "é explosiva, um vulcão sônico colossal cuja erupção faz a terra tremer." Deacon tocou guitarra além de baixo, assumindo partes rítmicas em muitos álbuns, bem como várias performances acústicas. Alguns dos trabalhos de guitarra em Hot Space  (o som limpo de Fender Telecaster) são de Deacon. Ele ocasionalmente tocava sintetizadores em suas próprias composições e frequentemente compunha ao piano, tocando um piano elétrico de Wurlitzer em "You're My Best Friend". Ele também pode ser visto tocando piano de cauda no videoclipe de "Spread Your Wings", embora na gravação real o piano tenha sido tocado por Mercury. Ao contrário dos outros três membros do Queen, Deacon não cantou nos discos do grupo, apesar de ter cantado backing vocals durante performances ao vivo.
O primeiro baixo de Deacon, usado em The Opposition, foi um Eko, depois mudando para um Rickenbacker 4001. Durante a maior parte da carreira de Queen, ele usou um Fender Precision Bass, que sofreu uma série de mudanças cosméticas. No final da carreira do grupo, ele usou um baixo personalizado projetado por Roger Giffin. Ele também usou um Ernie Ball Musicman Stingray ao vivo ocasionalmente. Como engenheiro eletrônico treinado, ele foi capaz de construir equipamentos para a banda. Sua criação mais famosa é o "Deacy Amp", construído em 1972 a partir de peças de equipamentos eletrônicos encontrados e usado por ele e por May durante toda a carreira de gravação de Queen. Muitas das chamadas "orquestras de guitarra" nos álbuns da Queen usam este amplificador.
Deacon geralmente tocava baixo com os dedos, em vez de usar uma palheta. Ele diz que suas maiores influências são Chic, Michael Jackson e Stevie Wonder. Seus baixistas favoritos são Chris Squire da banda de rock progressivo Yes e John Entwistle do The Who. Uma crítica de 1975 do Sheer Heart Attack disse "Somente no final há uma nova iniciativa para o Queen reconhecer a inconfundível marca registrada de John Deacon ... o músico menos conhecido do Queen é um dos mais capazes de sua geração de rock."

## Vida pessoal
Deacon era descrito como sendo o membro "quieto" da banda. Embora o resto da banda achasse que ele era o baixista certo para eles, ele mal falava nos ensaios e evitava discussões. Ele mora em Putney no sudoeste de Londres com sua esposa Veronica Tetzlaff, com quem se casou em 18 de janeiro de 1975, e tem seis filhos.
Uma das razões pelas quais Queen se separou da Trident, sua empresa de administração original, é que se recusou a emprestar dinheiro a Deacon para depositar em uma casa.
De acordo com The Sunday Times, Deacon possuía 130 milhões de libras ou cerca de 168 milhões de dólares em 2019.

## Discografia
Com o Queen
Canções do Queen que Deacon escreveu que foram lançadas como singles:
- "You're My Best Friend" do A Night at the Opera[30]
- "Spread Your Wings" do News of the World[57]
- "Another One Bites the Dust" e "Need Your Loving Tonight" do The Game[30]
- "Back Chat" do Hot Space[58]
- "I Want to Break Free" do The Works[58]
- "Pain Is So Close to Pleasure", "Friends Will Be Friends" (ambas escritas com Freddie Mercury) e "One Year of Love" do A Kind of Magic[59]

Faixas selecionadas de álbuns do Queen:
- "Misfire" do Sheer Heart Attack[60]
- "You and I" do A Day at the Races[61]
- "Who Needs You" do News of the World[62]
- "If You Can't Beat Them" e "In Only Seven Days" do Jazz[63]
- "Cool Cat" do Hot Space (escrita com Freddie Mercury)[64]
- "Rain Must Fall" (creditado ao Queen) do The Miracle.[65]

Trabalhos individuais selecionados:
- Jive Junior and Man Friday: "Picking Up Sounds" (7" single, 1983)[30]
- The Immortals: "No Turning Back" (single da trilha sonora de Biggles: Adventures in Time) (1986)[66]